# NGC 2364
NGC 2364 ist ein offener Sternhaufen im Sternbild Monoceros. Er wurde am 8. Januar 1831 von John Herschel entdeckt.